# Mare Tranquillitatis
Mare Tranquillitatis (lat. More tišine) ime je za more koje se nalazi na vidljivoj strani Mjeseca, i poznato je kao mjesto gdje je steljela letljelica s ljudskom posadom za vrijeme misije Apollo 11 1969. godine. Ime je zadobio 1651. od talijanskih astronoma: Francesco Grimaldi i Giovanni Battista Riccioli koji su izradili kartu Mjeseca i objavili u djelu Almagestum novum.
More tišine na fotografijama u boji ima plavičasti odsjaj za razliku od ostalih dijelova Mjeseca, a vjerojatnost tome jest veća koncentracija metala u bazaltnom tlu ili okolnim stjenama.